# Soledad Acosta
Soledad Acosta Kemble (ur. 5 maja 1833, zm. 17 marca 1913) – kolumbijska pisarka i dziennikarka. Bywała w świecie, towarzyska i wytworna kobieta, która uzyskała znacznie lepsze wykształcenie niż większość Kolumbijek tamtego czasu. Współpracowała z licznymi czasopismami, m.in. „El Comercio”, „El Deber” i „Revista Americana”. W swojej twórczości poruszała tematy feministyczne, walczyła o równy dostęp do edukacji dla mężczyzn i kobiet i pisała na tematy związane z funkcjonowaniem kobiety w społeczeństwie i rodzinie. Publikowała pod licznymi pseudonimami, m.in. Andina, Bertilda, Renato.

## Życiorys

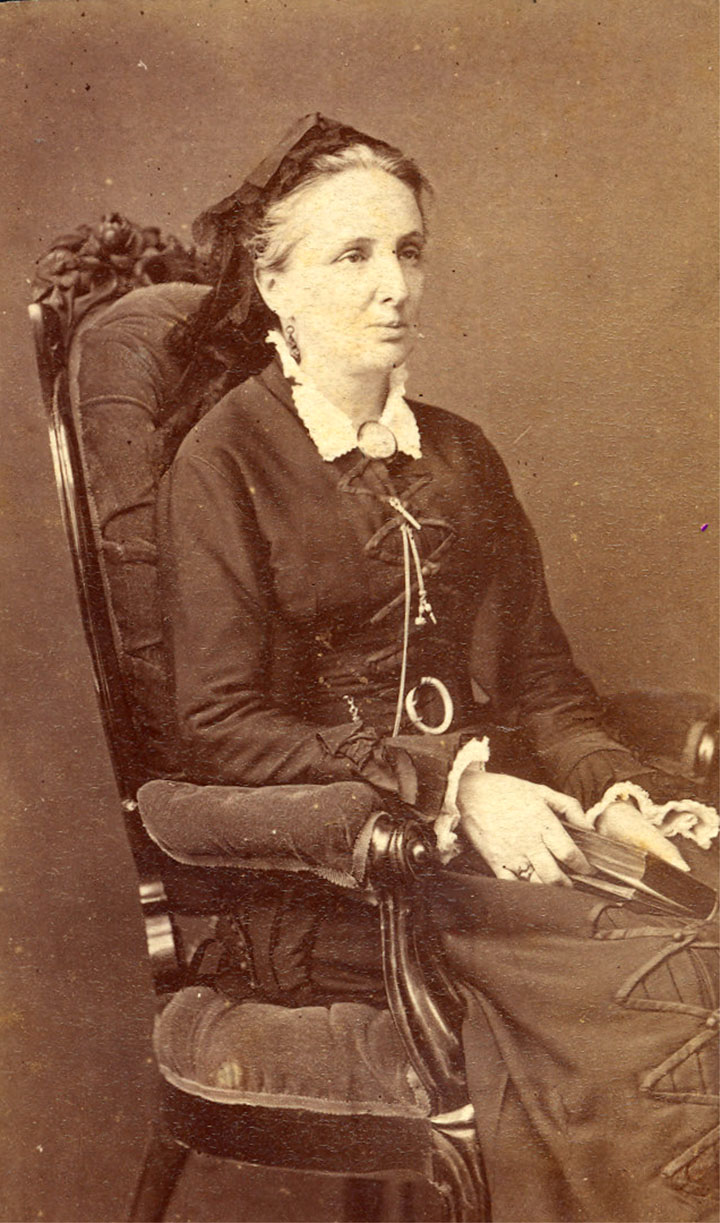
Soledad Acosta w 1880

Soledad urodziła się 5 maja 1833 w Bogocie. Jej rodzicami byli Joaquín de Acosta y Pérez de Guzmán i Caroline Kemble Rowe. Jej ojciec był naukowcem, dyplomatą i generałem. Rodzice zapewnili jej dobre wykształcenie. Ukończyła szkołę La Merced w Bogocie, a następnie, od 1945 przez rok mieszkała z babcią od strony matki w Halifaksie, gdzie kontynuowała edukację. Później, aż do 1850 mieszkała z rodzicami w Paryżu. Jej wykształcenie obejmowało naukę języków – Soledad znała angielski, francuski i hiszpański. Nie miała dobrego kontaktu z rodzicami – ojca pochłaniały liczne zobowiązania naukowe i dyplomatyczne, natomiast od matki dystansowała ją wymagająca edukacja i silna religijność.
W 1850 roku rodzina wróciła do Bogoty. 5 maja 1855 r. Soledad wyszła za mąż za Jose Marię Samper Agudelo, znanego pisarza i dziennikarza. Para miała cztery córki: Bertildę (w przyszłości zakonnica i poetka), Blankę Leonor (ur. 1862) oraz Carolinę (ur. 1857) i Marię Josefę (ur. 1860); dwie ostatnie zmarły podczas epidemii ospy w Bogocie w 1972.
Po ślubie para mieszkała w Paryżu. Soledad zajmowała się pracą literacką, publikując w licznych czasopismach. W latach 1862–1863 przenieśli się do Peru, później wrócili do Bogoty. Jose Maria Samper Agudelo zaangażował się w politykę.
W 1875 roku, po tym jak jej mąż został aresztowany, Soledad została jedyną żywicielką rodziny. Zakładała czasopisma dla kobiet (m.in. „La Mujer”), w których autorki doradzały na temat prowadzenia domu, mody czy edukacji dzieci oraz publikowały życiorysy sławnych kobiet i drobne utwory literackie. Jose Maria Samper Agudelo zmarł w 1888 roku. Soledad przeniosła się do Paryża.

## Twórczość
Pełna twórczość Soledad Acosty nie jest znana – jej utwory rozproszone były po licznych czasopismach. Ocenia się, że napisała ok. 20 powieści, 50 opowiadań i setki artykułów prasowych. Pisywała artykuły dziennikarskie, relacje z podróży, powieści romantyczne, utwory krytycznoliterackie i in.

### Wybrane utwory
- Novelas y cuadros de la vida Sudamericana (1869)
- Los piratas en Cartagena (1886)
- Una Holandesa en America (1888)
- La Mujer en la sociedad moderna (1895)